# Mödlingi Mozdonygyár

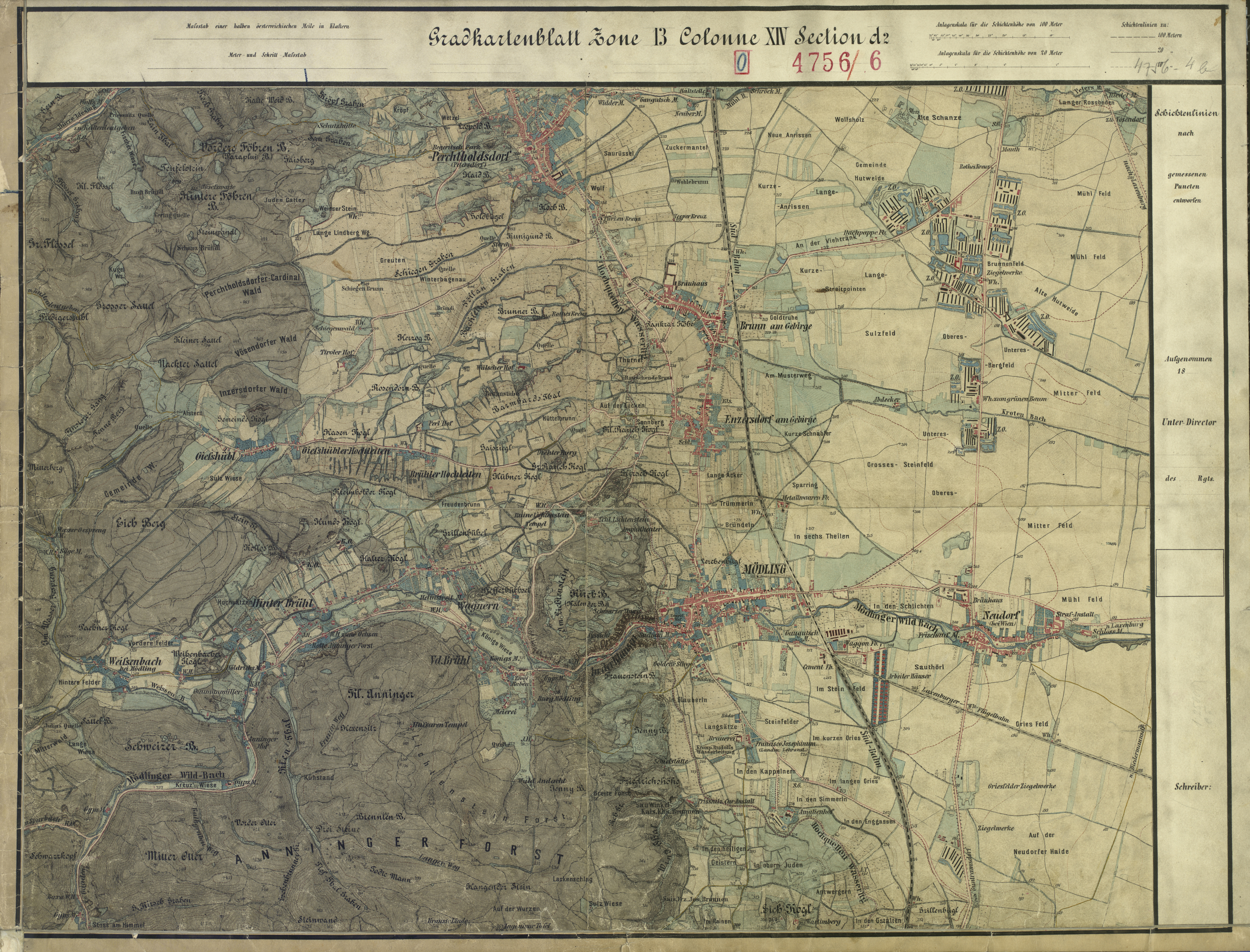
Térképfelvételi lap 1872-ből, melyen a Kocsigyár (Wagenfabrik) fel van tüntetve.

A Mödlingi  Mozdonygyár egy igen rövid múltú iparág, a mozdonygyártás osztrák-magyar üzeme volt az Alsó-Ausztriai Mödlingben. 1873-ban alapították, de a bekövetkező világgazdasági válság miatt csak két évvel később került sor mozdonyok gyártására.
A mozdonygyár  a vagonokon kívül más gépeket is készített. A régi térképek a Mödlinger Wildbach (Mödling patak) egyik vízimalmát nevezik a gyár helyének, gyakrabban, mint mozdony és vagongyár vagy csak vagongyár.
Mindössze 40 mozdony épült, amelyek közül egyik sem maradt fenn. A használaton kívüli üzemben később Alfred Frankel -  John Kerrn nagyapjának nagybátyja – cipőgyárat létesített. A helyszín pontosan az, ahol ma a kerületi hivatal áll.
A gyárépítéssel egyidőben egy munkástelep is létesült 30 lakóházzal. Ez a település, amelyet a későbbiekben mint: "kolónia" vagy a későbbi cipőgyár után mint egy suszterházak említenek még ma is megvannak és 1979-ben védelem alá kerültek.

## Fordítás
- Ez a szócikk részben vagy egészben  a   Mödlinger Lokomotivfabrik című német Wikipédia-szócikk fordításán alapul.  Az eredeti cikk szerkesztőit annak laptörténete sorolja fel. Ez a jelzés csupán a megfogalmazás eredetét és a szerzői jogokat jelzi, nem szolgál a cikkben szereplő információk forrásmegjelöléseként. - Az eredeti szócikk forrásai az eredeti szócikknél találhatóak meg.